# اوفرراس

نشان رسمی اوفرراس

شهر اوفرراس (به آلمانی: Overath) در ایالت نوردراین-وستفالن در کشور آلمان واقع شده‌است.